# Cannone Dahlgren
I cannoni Dahlgren erano delle artiglierie navali di grosso calibro ad avancarica progettate dal contrammiraglio John A. Dahlgren. Queste bocche da fuoco vennero in gran parte utilizzate dall'Union Navy nel periodo della guerra di secessione americana.
Tra i loro utilizzatori, la USS Monitor.

## Obici terrestri
I cannoni Dahlgren vennero progettati anche per servire, montati su affusto, come artiglieria terrestre, e per fornire rapidamente pezzi ruotati alle forze da sbarco utilizzando cannoni imbarcati.

## Cannoni ad anima liscia

### Tabella di proiettili Dahlgren e relativi cannoni
| Designazione (calibro)                              | Lunghezza totale         | peso del cannone           | Peso del colpo         | Peso delproiettile     | Carica di lancio     | Gittata          |
| --------------------------------------------------- | ------------------------ | -------------------------- | ---------------------- | ---------------------- | -------------------- | ---------------- |
| 32-pdr. da 27 cwt. (6.2 pollici)                    | 93,72 pollici (238,0 cm) | 3 200 libbre (1 500 kg)    | 32 libbre (15 kg)      | 26,5 libbre (12,0 kg)  | 4 libbre (1,8 kg)    | 1637 @ 6° elev.  |
| 32-pdr da 4 500 libbre (2 000 kg) M.1864 (6.2 inch) | 107,5 pollici (273 cm)   | 4 500 libbre (2 000 kg)    | 32 libbre (15 kg)      | 26,5 libbre (12,0 kg)  | 6 libbre (2,7 kg)    | 1756 @ 5° elev.  |
| VIII pollici                                        | 115,5 pollici (293 cm)   | 6 500 libbre (2 900 kg)    | 65 libbre (29 kg)      | 52,7 libbre (23,9 kg)  | 7 libbre (3,2 kg)    | 2600 @ 11° elev. |
| IX pollici                                          | 131 pollici (330 cm)     | 9 000 libbre (4 100 kg)    | 90 libbre (41 kg)      | 73,5 libbre (33,3 kg)  | 13 libbre (5,9 kg)   | 3450 @ 15° elev. |
| X pollici                                           | 146 pollici (370 cm)*    | 12 000 libbre (5 400 kg)   | 124 libbre (56 kg)     | 101,5 libbre (46,0 kg) | 12,5 libbre (5,7 kg) | 3000 @ 11° elev. |
| X pollici (pesante)                                 | 145 pollici (370 cm)*    | 16 500 libbre (7 500 kg)   | 124 libbre (56 kg)     | 101,5 libbre (46,0 kg) | 18 libbre (8,2 kg)   | —                |
| XI pollici                                          | 161 pollici (410 cm)     | 15 700 libbre (7 100 kg)   | 166 libbre (75 kg)     | 133,5 libbre (60,6 kg) | 20 libbre (9,1 kg)   | 3650 @ 15° elev. |
| XIII pollici                                        | 162 pollici (410 cm)*    | 3 600 libbre (1 600 kg)    | 276 libbre (125 kg)    | 216,5 libbre (98,2 kg) | 40 libbre (18 kg)    | —                |
| XV pollici corto "Passaic"                          | 162 pollici (410 cm)*    | 42 000 libbre (19 000 kg)  | 440 libbre (200 kg)    | 352 libbre (160 kg)    | 35 libbre (16 kg)    | 2100 @ 7° elev.  |
| XV pollici lungo "Tecumseh"                         | 178 pollici (450 cm)*    | 43 000 libbre (20 000 kg)  | 440 libbre (200 kg)    | 352 libbre (160 kg)    | 35 libbre (16 kg)    | 2100 @ 7° elev.  |
| XX pollici                                          | 204 pollici (520 cm)     | 100 000 libbre (45 000 kg) | 1 080 libbre (490 kg)* | —                      | 100 libbre (45 kg)   | —                |

I valori stimati sono indicati da un asterisco. Le stime sono prese da, tranne che la stima della lunghezza totale del X pollici (pesante), che è basato su una lunghezza di canna di 117,75 pollici (299,1 cm) e la stima del peso del proiettile da XX pollici basato sul peso del cannone costiero Columbiad,da 20 pollici (51 cm), Modello 1864.